# Johann Jakob Steger (Politiker, 1801)
Johann Jakob Steger (* 6. September 1801 in Lichtensteig; † 17. September 1872 ebenda) war ein Schweizer Politiker und Richter. Von 1848 bis 1851 gehörte er dem Nationalrat an.

## Biografie
Steger liess sich zum Kaufmann ausbilden und betrieb eine Eisenhandlung in Lichtensteig. Von 1825 bis 1833 amtierte er als Bezirksamtsschreiber, von 1834 bis 1844 als Bezirksammann von Neutoggenburg. Danach war er bis 1848 Kassationsrichter und von 1849 bis 1855 Kantonsrichter. Von 1858 bis 1871 hatte er erneut das Amt des Bezirksammanns inne.
Stegers politische Karriere begann 1831 mit der Wahl in den Gemeinderat von Lichtensteig, dem er zwei Jahre lang angehörte. Von 1846 bis 1848 gehörte er dem Grossen Rat des Kantons St. Gallen an. Seine politischen Ansichten waren gemässigt liberal. Während des Sonderbundskriegs im November 1847 untersuchte er im Auftrag der Kantonsregierung eine Meuterei von Truppen im Seebezirk, die sich gegen die gewaltsame Auflösung des Sonderbunds auflehnten. Steger kandidierte im Oktober 1848 bei den ersten Nationalratswahlen und wurde im Wahlkreis St. Gallen-West gewählt; drei Jahre später verzichtete er auf eine Wiederwahl.